# Micraxylia antemedialis
Micraxylia antemedialis är en fjärilsart som beskrevs av François Louis Nompar de Caumont de Laporte 1975. Micraxylia antemedialis ingår i släktet Micraxylia och familjen nattflyn. Inga underarter finns listade i Catalogue of Life.